# João Aureliano Correia dos Santos
João Aureliano Correia dos Santos (Aracati, 6 de maio de 1850 — Rio de Janeiro, 31 de julho de 1904) foi um sacerdote católico com o título de monsenhor e parlamentar brasileiro.

## Biografia
Nasceu em Aracati, importante município cearense, filho do tenente-coronel José Correia dos Santos e de Teresa de Jesus Correia dos Santos, através de quem era relacionado às duas famílias mais influentes da região, os Caminhas e os Castros e Silva. Era sobrinho materno do padre José Ferreira Caminha, primeiro redentorista do Ceará, e de Antônio Ferreira dos Santos Caminha, também parlamentar, ex-deputado geral pelo Ceará, o qual veio a ser seu cunhado ao desposar Francisca de Jesus Correia, sua irmã. Por parte do pai, era sobrinho-neto de Joaquim Emílio Aires, ex-deputado provincial.
Após fazer o curso de teologia no Seminário de Fortaleza, recebeu as ordens de presbítero do bispo D. Luís Antônio dos Santos, em 30 de novembro de 1873, e foi enviado para paroquiar as freguesias de Cachoeira, Jaguaribe-Mirim e Aracati.
Em 1877, transferiu-se para Niterói, Rio de Janeiro, na companhia do tio e cunhado, deputado Caminha, e, em 15 de março de 1879, por carta imperial, tornou-se cônego da Capela Imperial, honraria confirmada pelo bispo D. Pedro Maria de Lacerda. Em 1883, foi nomeado vigário da freguesia de São João Batista de Niterói, cargo que ocupou por nove anos. Com a elevação da freguesia a diocese, em nome do bispo D. Francisco do Rego Maia e como seu procurador, presidiu à instalação e tomou posse da mesma, em 25 de fevereiro de 1894.
João Aureliano continuou no curato da sede episcopal e, por mais de uma vez, assumiu o governo do bispado: em 27 de julho de 1896, durante a ausência do bispo em viagem ad limina apostolorum; e em 28 de abril de 1899, por ocasião do Concílio da América Latina, em Roma. Em retribuição a seus serviços, o bispo Rego Maia obteve para ele a honraria de ser nomeado prelado doméstico de Sua Santidade, o papa Leão XIII.
Em maio de 1900, foi convidado novamente para gerir o bispado, agora sediado em Petrópolis, ausentando-se o bispo para participar do Congresso Católico da Bahia e seguir, depois, em viagem de peregrinação a Roma e a outros lugares, mas não aceitou, consentindo por sua vez em ficar como segundo governador. A razão disto foi sua eleição a deputado federal pelo quarto distrito do Rio de Janeiro para a legislatura que se iniciava, tendo então que assumir seu lugar à Câmara dos Deputados. Ao fim de seu mandato, porém, teve de suspender suas atividades como parlamentar por questões de saúde, viajando a Europa em busca de tratamento. De volta ao Rio de Janeiro, faleceu em 31 de julho de 1904, com apenas 54 anos, vítima de câncer de estômago.
Publicou:

—Discursos proferidos pelo Monsenhor João Aureliano Correia dos Santos Deputado Federal pelo Estado do Rio de  Janeiro nas sessões de 18 de agosto e 16 de novembro de 1900, Rio de Janeiro, Tip. Guimarães, rua Teófilo Ottoni nº 143, in 8º de 24 pp.